# Kovačevac (Jagodina)
Pour les articles homonymes, voir Kovačevac.
Kovačevac (en serbe cyrillique : Ковачевац) est un village de Serbie situé sur le territoire de la ville de Jagodina, district de Pomoravlje. Au recensement de 2011, il comptait 285 habitants.

## Histoire
Le village de Kovačevac a été fondé en 1836.

## Démographie
| 1948 | 1953 | 1961 | 1971 | 1981 | 1991 | 2002 | 2011 |
| ---- | ---- | ---- | ---- | ---- | ---- | ---- | ---- |
| 374  | 374  | 369  | 324  | 305  | 253  | 235  | 285  |

|  |